# N913 (België)
De N913 is een gewestweg in de Belgische provincie Namen. Deze weg vormt de verbinding tussen Baillamont en Houdremont.
De totale lengte van de N913 bedraagt ongeveer 10 kilometer.

## Plaatsen langs de N913
- Baillamont
- Graide
- Bièvre
- Houdremont